# (31872) Terkán
(31872) Terkán, désignation internationale (31872) Terkan, est un astéroïde de la ceinture principale.

## Description
(31872) Terkan est un astéroïde de la ceinture principale. Il fut découvert le 13 mars 2000 à Piszkesteto par Krisztián Sárneczky et Gyula M. Szabó. Il présente une orbite caractérisée par un demi-grand axe de 2,34 UA, une excentricité de 0,13 et une inclinaison de 3,1° par rapport à l'écliptique.

## Compléments